# Wilson Miranda Lima
Wilson Miranda Lima (Santarém, 26 de junho de 1976), é um jornalista, político e atual governador do Amazonas, filiado ao União Brasil (UNIÃO). Tornou-se conhecido ao apresentar o programa Alô Amazonas, da TV A Crítica.
Nas eleições de 2022, Wilson foi reeleito governador do Amazonas, sendo o candidato mais votado na história do estado, com 1.039.192 votos, quebrando o próprio recorde de votos do ano de 2018.
Bolsonarista declarado, durante seu primeiro mandato, Manaus e o estado do Amazonas sofreram colapsos na saúde pública durante a pandemia de COVID-19, houve um aumento de 53,8% nas mortes violentas no estado, indo na contramão do resto do país, que decresceu em 6%. Seu governo também foi marcado pelo crescimento da taxa de pobreza e queimadas no estado. O Amazonas ficou em segundo lugar entre os estados mais pobres do país (56,7%), em primeiro lugar em desmatamento no primeiro semestre de 2022 e em terceiro em queimadas em 2022.

## Biografia
Filho de José Lins de Lima, já falecido, e de Maria Miranda Lima, Wilson Lima é natural do município de Santarém, no Pará. Começou a trabalhar aos 15 anos como professor de inglês e locutor de rádio em Itaituba, no Pará, onde também foi apresentador de televisão.  Com 17 anos de idade, fez um curso de Gestão Turística e foi trabalhar numa agência de viagens, experiência que o levou a ser assessor técnico da Secretaria de Turismo da Prefeitura de Itaituba por quatro anos. Em Santarém, começou a carreira como repórter na TV Tapajós, filiada à Rede Globo e, em 2006, mudou-se para Manaus, capital do Amazonas, para trabalhar como repórter e apresentador de rádio..
Bacharel em comunicação social com habilitação em Jornalismo pelo Centro Universitário Nilton Lins (2011), entre 2010 e 2018, Wilson Lima apresentou o programa Alô Amazonas, da TV A Crítica, líder de audiência no estado do Amazonas.
Wilson Lima é casado com a professora Taiana Lima e é pai de dois filhos, frutos de relacionamentos anteriores: Hugo e Úrsula. 

## Trajetória política
Wilson Lima iniciou sua trajetória política em 2012, quando filiou-se ao Partido Verde (PV), legenda em que permaneceu por quatro anos. Em 2016, mudou sua filiação para o Partido da República (PR), deixando a legenda para filiar-se ao Movimento Democrático Brasileiro (MDB) apenas um ano depois. Em 2018, porém, mudou de partido mais uma vez, filiando-se ao Partido Social Cristão (PSC) na qual concorreu ao governo do estado ainda no mesmo ano.
Em 15 de março de 2018, decidiu disputar um cargo eletivo pela primeira vez ao lançar sua pré-candidatura para governador do estado do Amazonas. Ao lado do defensor público Carlos Almeida (PRTB), candidato a vice, Wilson Lima oficializou sua candidatura em 13 de agosto de 2018, em uma chapa composta inicialmente pelo Rede Sustentabilidade (REDE), formando a coligação Transformação para um novo Amazonas.
Na primeira pesquisa IBOPE, Wilson Lima obteve 19% dos votos, atrás apenas do governador Amazonino Mendes (PDT), que obteve 29%. Na última pesquisa antes do primeiro turno, obteve 32% dos votos válidos, contra 35% do atual governador. No dia 7 de outubro de 2018, primeiro turno das eleições gerais no Brasil, alcançou a marca de 33,73% dos votos válidos contra 32,74% de Amazonino Mendes e 23,59% de David Almeida (PSB), sendo impulsionado pela busca da renovação na política e pelo apoio ao candidato à presidência Jair Bolsonaro (PSL).

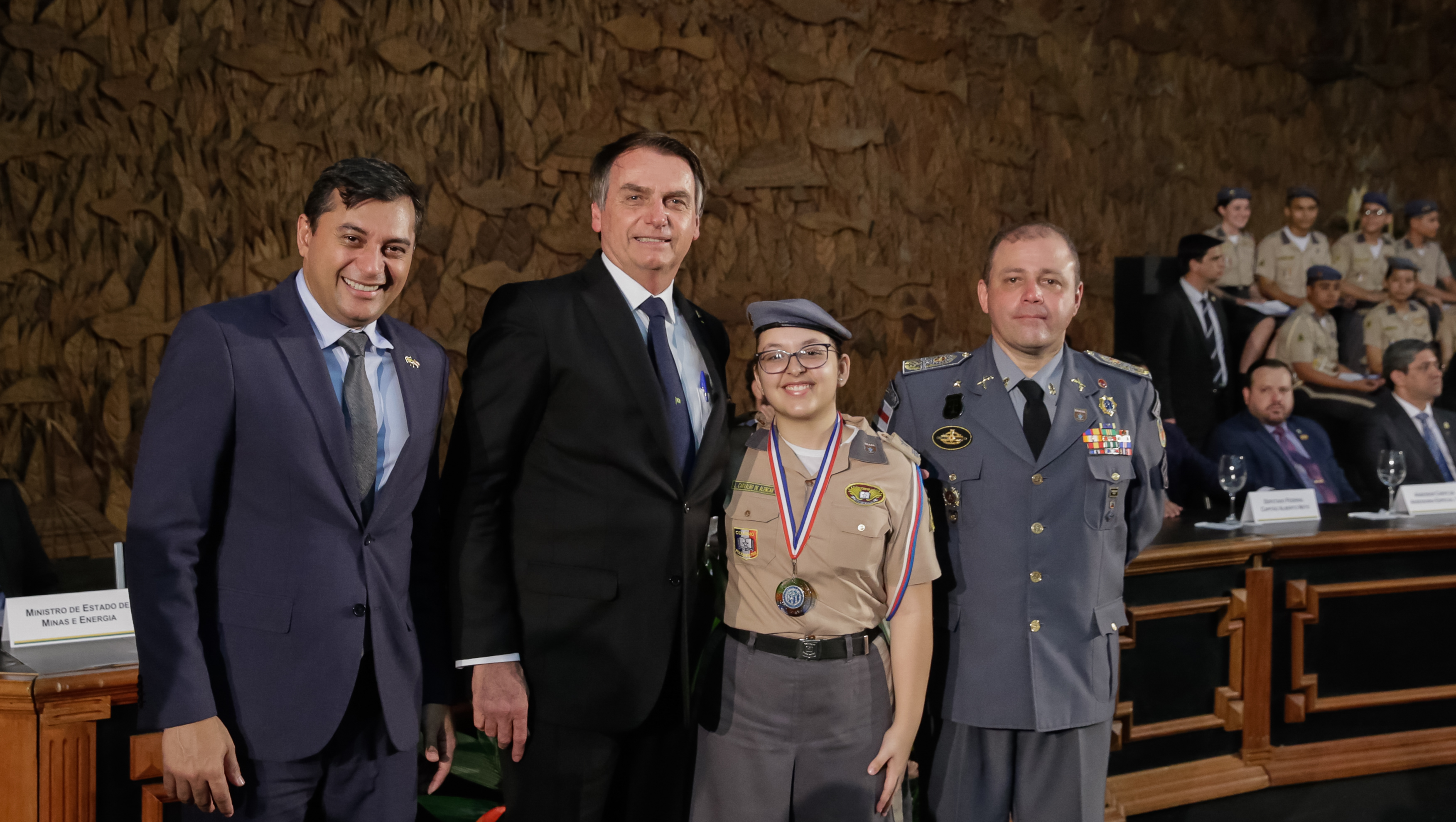
Wilson Lima com o presidente Bolsonaro em um colégio militar em Manaus, em julho de 2019

No segundo turno das eleições, Wilson Lima recebeu apoio do Partido Socialista Brasileiro e do Partido da Mobilização Nacional, que compunham a chapa de David Almeida e Chico Preto como candidatos ao governo do estado. Angariando a soma de 1.033.954 votos, o equivalente a 58,50% dos votos válidos, Wilson Lima foi eleito como o 49º governador do Amazonas, vencendo a disputa no segundo turno contra Amazonino Mendes, que obteve 733.366 votos (41,50% dos votos válidos).
Nas eleições de 2022, Wilson foi candidato a reeleição do governo do Amazonas pelo União Brasil (UNIÃO), na coligação Aqui é Trabalho. Em 2 de outubro, no primeiro turno, Wilson obteve 42,82% dos votos, contra 20,99% de Eduardo Braga (MDB) e 18,56% de Amazonino Mendes (Cidadania). No segundo turno, que ocorreu no dia 30 do mesmo mês, Wilson Lima foi reeleito governador do estado do Amazonas com mais de 1.039.192 votos ou 56,65% dos votos válidos, enquanto Eduardo ficou em último lugar com 43,35% dos votos. Durante o pleito, Wilson quebrou o próprio recorde de votos de 2018, sendo novamente o governador mais votado da história do Amazonas.

### Desempenho em eleições
| Ano  | Eleição              | Candidato a | Partido | Coligação                                                                            | Vice                    | Votos     | Resultado       | Ref.   |
| ---- | -------------------- | ----------- | ------- | ------------------------------------------------------------------------------------ | ----------------------- | --------- | --------------- | ------ |
| 2018 | Estadual no Amazonas | Governador  | PSC     | Transformação para um novo Amazonas (PSC,PRTB,REDE)                                  | Carlos Almeida (PRTB)   | 1.033.954 | Eleito 2º turno | [ 25 ] |
| 2022 | Estadual no Amazonas | Governador  | UNIÃO   | Aqui é Trabalho (UNIÃO, PL, Patriota, PTB, Republicanos, Avante, PSC, PRTB, PP, PMN) | Tadeu de Souza (Avante) | 1.039.192 | Eleito 2º turno | [ 4 ]  |

## Governador do Amazonas

### Lei sobre mercado de gás
Em 2020, a Assembleia Legislativa do Amazonas aprovou por unanimidade uma lei, de autoria do deputado estadual Josué Neto, do PRTB, que cria uma novo marco regulatório do mercado de gás no Amazonas, visando baratear os custos do gás natural, gás veicular e geração de energia elétrica, além de criar a possibilidade do fornecimento de gás natural para as indústrias da Zona Franca de Manaus, objetivando torná-la mais atrativa para investimentos. O projeto foi visto pelos deputados como a salvação econômica do estado pelos deputados e recebeu o apoio de autoridades no assunto, como a Petrobrás e o Ministro de Minas e Energia, Bento Albuquerque.  
O projeto, no entanto, foi integralmente vetado pelo governador Wilson Lima que afirmou que a PL previa a quebra da concessão explorada pela Cigás, que tem como sócio majoritário o Estado, e que a Procuradoria Geral do Estado aponta que o projeto com a proposta de mudar a regulamentação do mercado de gás mostra-se inconstitucional por essa ser uma prerrogativa do governo federal.
O veto foi amplamente contestado por conselheiros do Tribunal de Contas do Amazonas, que se manifestaram favoráveis a sua derrubada e a sua promulgação pela Assembleia Legislativa. As reações do órgão se deram, em parte, pois o TCE disponibilizou consulta pública para tratar do tema, mas o Governo do Amazonas não se manifestou e não comunicou sobre o veto. Conselheiros denominaram a inconstitucionalidade do projeto como improvável e absurda. Além de terem registrado decepção, perplexidade, indignação, repúdio e repulsa contra a atitude do governador e denominá-la uma descortesia e deselegância, chamando ainda o veto de desrespeitoso.

### Covid-19
Durante seu governo, realizou políticas públicas que minimizaram a pandemia de COVID-19.  De acordo com Carlos Almeida Filho, o então vice-governador do Estado, Wilson Lima acreditava na imunidade de rebanho, pregada por, entre outras pessoas, o então presidente Jair Bolsonaro. A tese pseudocientífica pregava que a população se tornaria imune à COVID-19 pelo contágio. Entre suas ações, estão o atraso e relaxamento de lockdowns no estado, abertura de comércio e o uso facultativo de máscaras de proteção em ambientes fechados. O sistema de saúde de Manaus sofreu um colapso em 2020, e o sistema de saúde do Amazonas como um todo colapsou em 2021. O Amazonas desenvolveu sua própria variante da COVID-19, a Variante Gama. Wilson Lima foi convocado para depor na CPI da COVID-19 sobre a falta de oxigênio no Estado, mas foi autorizado pela minstra Rosa Weber do Supremo Tribunal Federal a não depor, pelo entendimento que a convocação afrontava a separação de poderes do Estado brasileiro e que ele estava sendo investigado pelo mesmo motivo pela Polícia Federal e pela Procuradoria-Geral da República. Mesmo assim, foi indiciado no relatório final por epidemia com resultado de morte, prevaricação e crimes de responsabilidade. Até o dia 26 de maio de 2023, o Amazonas teve o total de 14.477 mortes, com a mortalidade por 100 mil habitantes de 349,3.

#### Compras suspeitas durante a pandemia da COVID-19
A Procuradoria-Geral da República solicitou abertura de inquérito no Superior Tribunal de Justiça contra Wilson Lima por suspeitas na compra de 24 ventiladores hospitalares. O intuito da compra era usá-los para o tratamento de pacientes com Covid-19, mas de acordo com o Ministério Público de Contas, eles são inadequados para esse tratamento. A venda do equipamento chamou atenção por ser realizada pela adega de vinhos Vineria Adega de Manaus com sobrepreço de 133,67%. Também é suspeito o fato de todo o procedimento, desde o envio da proposta a liberação da ordem bancária ter sido feito em 24 horas sem licitação. O governo do Amazonas afirmou que apresentará às autoridades judiciais todas as informações necessárias para o esclarecimento dos fatos, inclusive sobre a legalidade do procedimento licitatório e seus documentos comprobatórios. 
Sobre o mesmo tema, o Tribunal de Contas do Estado multou em R$ 75.099,15 a Secretária de Saúde, Simone Papaiz, e recomendou ao governador Wilson Lima o seu afastamento definitivo. Segundo o órgão, Simone cometeu graves infrações às normas legais no processo de dispensa de licitação para compra dos respiradores e se omitiu em atender a determinações do tribunal. O TCE recomendou ainda que a decisão seja comunicada ao Ministério Público do Estado para que, se for necessário, adotar medidas de bloqueio dos bens da empresa beneficiada na contratação irregular e dos sócios da mesma. 
No da 30 de junho de 2020, a Polícia Federal deflagrou a Operação Sangria, realizando busca e apreensão na casa e no gabinete de Wilson Lima e apreendendo o celular do governador, além de cumprir oito mandados de prisão temporária, destacando-se, entre eles, o da Secretária de Saúde, Simone Papaiz. A PF investiga suspeitas de crimes de organização criminosa, corrupção, fraude a licitação e desvio de recursos públicos federais. A prisão do governador também foi pedida, mas foi negada pelo ministro do STJ, Francisco Falcão, que autorizou as outras ações. Em nota, o governador afirmou que "aguarda o desenrolar e informações mais detalhadas da operação”. 

### Violência policial
Durante sua campanha para governador, pregava o uso da violência policial para conter a criminalidade no Amazonas. Porém, entre 2020 e 2021, o Estado sofreu um aumento de  53,8% de mortes violentas, indo na contramão do resto do país, onde o índice decresceu em 6%. Entre os crimes notórios que ocorreram em seu governo estão os massacres em presídios de Manaus em 2017 e 2019, o assassinato de Bruno Pereira e Dom Phillips e os ataques a Manaus em 2021. Também ocorreram três chacinas, a chacina do bairro Crespo, que deixou 17 mortos, a chacina do rio Abacaxis que deixou 7 mortos, entre ele dois policiais, e 5 desaparecidos, e a chacina de Tabatinga, que deixou 8 mortos, entre eles um policial.
Em 2022, Wilson Lima condecorou os dois policiais militares que foram responsabilizados pela Polícia Federal por executar a chacina do rio Abacaxis.

### Impeachment
O presidente da Assembleia Legislativa, o deputado estadual Josué Neto, do PRTB, aceitou dois pedidos de impeachment contra Wilson Lima e o vice-governador Carlos Almeida, do PTB. As denúncias alegam que o governo local tem feito uma má gestão no combate à disseminação da COVID-19 no Estado e que o governador e o vice cometeram crimes de responsabilidade e improbidade, mediante o mau uso dos recursos públicos na área da saúde. Os pedidos foram protocoladas pelo presidente do Sindicato dos Médicos, Mario Rubens Macedo Vianna, e pela médica Patrícia Del Pillar Suarez Sicchar. O Governo negou irregularidades e alegou que o período é inadequado para a votação de um processo de destituição, que o processo é sem fundamento e que está contaminado por questões eleitorais, classificando a sua abertura como uma decisão solitária do presidente da Assembleia que não contribui na luta contra a pandemia.
Em 13 de maio de 2020, o desembargador Wellington José de Araújo, do Tribunal de Justiça do Amazonas, suspendeu de forma liminar o processo de impeachment em resposta a uma Ação Direta de Inconstitucionalidade, ingressada pelo deputado Estadual Francisco Gomes, que afirma que diversos dispositivos de Constituições Estaduais, que atribuíam às Assembleias Legislativas a competência para processar e julgar os crimes de responsabilidade cometidos pelo Chefe do Poder Executivo estadual foram julgados inconstitucionais e que não existe processo e julgamento de vice- governador por crime de responsabilidade, caracterizando-se como uma inovação da Assembleia Legislativa. O desembargador ainda pediu informações para a Assembleia Legislativa, a intimação da Procuradoria-Geral do Estado e a Procuradoria-Geral da Assembleia Legislativa e, por fim, a manifestação do Ministério Público. 

## Controvérsias

### Multa por "santinhos"
O Ministério Público Eleitoral entrou com 88 representações contra 92 candidatos responsáveis pelo derramamento de ‘santinhos’ no dia 7 de outubro, quando ocorreu o primeiro turno das eleições 2018. Em setembro de 2019, o Tribunal Regional Eleitoral condenou Wilson Lima por tal irregularidade, sentenciando o governador ao pagamento de uma multa no valor de R$ 8 mil. 

### Explicações sobre isenção tributária
O Tribunal de Contas do Estado do Amazonas pediu explicações à Wilson Lima, após o governador conceder isenção tributária à empresa Eneva, que opera a exploração do gás natural no Campo do Azulão. O processo também foi encaminhado à Polícia Federal, ao Ministério Público Estadual e Federal, ao Tribunal de Contas da União e à Assembleia Legislativa, para apuração de possíveis ilegalidades nos benefícios que poderiam configurar improbidade administrativa. A decisão atende uma representação feita pelo deputado estadual Wilker Barreto, do Podemos. Segundo documentos encaminhados pelo parlamentar, o decreto nº40.709/2019, mudou o regime de tributação nas operações com gás natural, para favorecer a empresa Eneva. 